# Ainigmaptilon haswelli
Ainigmaptilon haswelli är en korallart som beskrevs av Dean 1926. Ainigmaptilon haswelli ingår i släktet Ainigmaptilon och familjen Primnoidae.
Artens utbredningsområde är Södra Ishavet. Inga underarter finns listade i Catalogue of Life.